# Groot streepzaad
Groot streepzaad (Crepis biennis) is een tweejarige plant, die behoort tot de composietenfamilie.
De plant wordt 50-100 cm hoog en heeft een rechtopstaande, gegroefde stengel. De bladen zijn bochtig veerspletig, ongeveer als van een paardenbloem maar met smallere slippen. De bloemhoofdjes zijn goudgeel en circa 3 cm breed. De plant lijkt veel op klein streepzaad (Crepis capillaris), maar de bloemhoofdjes van klein streepzaad zijn 1-1,5 cm breed en van groot streepzaad 2-3,5 cm. Ook heeft klein streepzaad tien ribben en groot streepzaad dertien tot twintig ribben op het nootvruchtje. De haren (pappus) staan direct op het vruchtje ingeplant, dit in tegenstelling tot bij paardenbloemstreepzaad (Crepis vesicaria subsp. taraxacifolia).

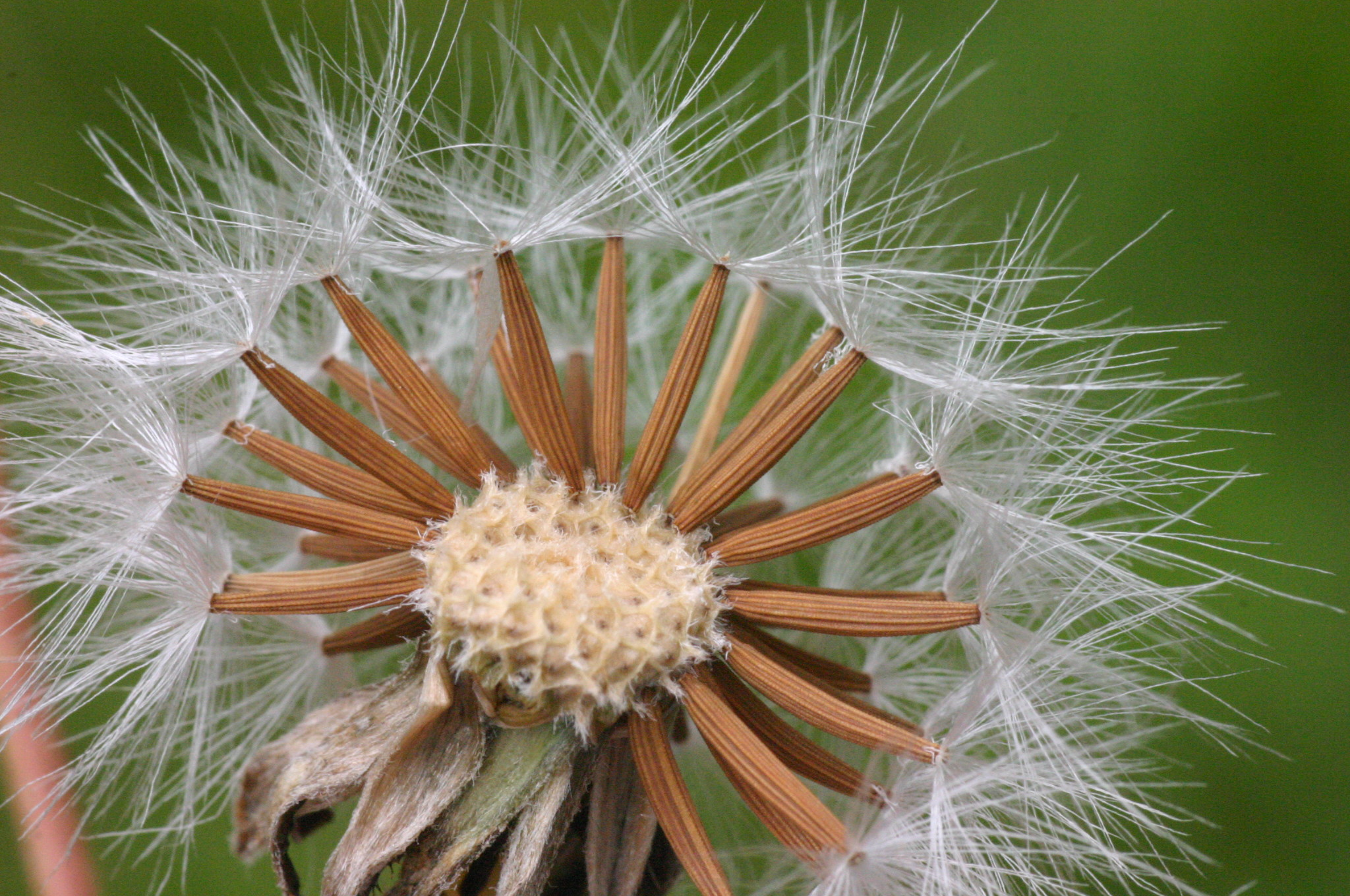
Nootjes met pappus
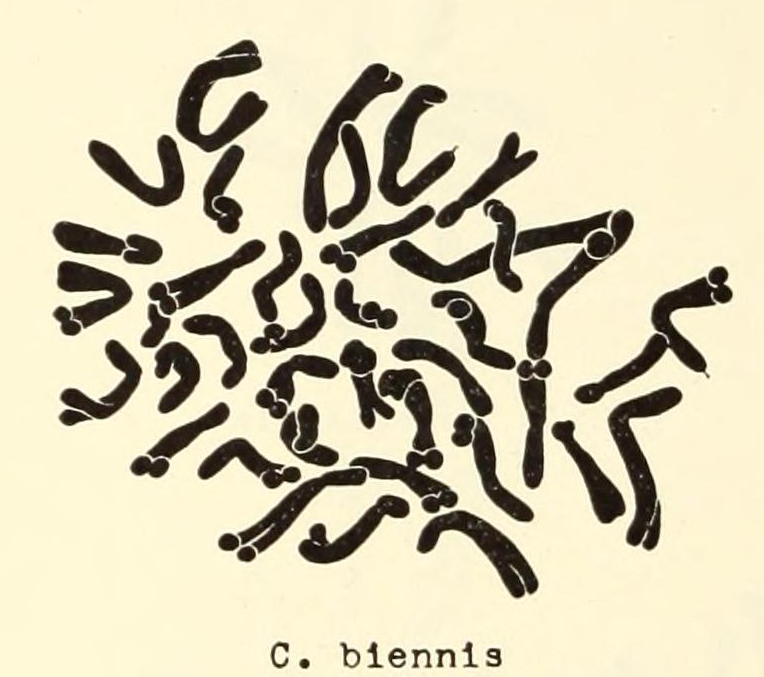
Chromosomen

## Verspreiding
De plant komt voor in bemeste hooilanden, wegbermen en aan dijken. Ze is vrij algemeen in Zuid-Limburg en langs de grote rivieren.

## Plantengemeenschap
Groot streepzaad is een indicatorsoort voor het mesofiel hooiland (hu) subtype Glanshavergrasland, een karteringseenheid in de Biologische Waarderingskaart (BWK) van Vlaanderen en het Brussels Hoofdstedelijk Gewest.

## Bijzonderheden
Door boeren wordt groot streepzaad niet met vreugde begroet want het vee laat de plant staan en ze levert slecht hooi.